# Nothoscordum borbonicum
Espèce
Nothoscordum borbonicum est une espèce de plantes à fleurs de la famille des Amaryllidaceae. Il a été naturalisé comme une adventice cosmopolite.
Nothoscordum borbonicum est originaire d'Amérique du Sud et est maintenant présente en Europe méridionale et en Afrique septentrionale.
.

## Description
C'est une plante pérenne à bulbe odorant. Les fleurs blanchâtres sont délicatement parfumées. Les pétales et les sépales sont brièvement soudés à la base et l'ovaire est supère. Ces caractéristiques le distingue et le place comme une espèce intermédiaire entre les genres Allium et Narcissus. Sa hauteur maximum est de 1 m avec une tige longue et cylindrique. Les feuilles sont basales, rubanées, obtuses, glauques de 20 à 40 cm de long sur 4 à 10 cm de large. L'inflorescence est une ombelle de 3 à 20 fleurs, lâche, dressée, à pédoncules inégaux. Les fleurs qui s'ouvrent l'après midi sont longues de 10 à 15 cm blanches striées de pourpre à fond verdâtre ou jaunâtre, avec 3 sépales pétaloïdes et 3 pétales soudés ensemble à la base. 6 étamines à anthères pourpres, le style est inséré au sommet de l'ovaire supère. Les fruits sont des capsules à 3 loges. Les graines sont rudes et anguleuses.

## Systématique
Le nom correct complet (avec auteur) de ce taxon est Nothoscordum borbonicum Kunth.
Les dénominations Nothoscordum fragrans et Nothoscordum gracile ont également été appliquées à cette plante,.
Ce taxon porte en français les noms vernaculaires ou normalisés suivants : Ail odorant,,, Nothoscordum de la Reunion, Ail inodore, Nothoscordum inodore,, ail marron, ail bâtard, ail parfumé. Il est aussi dénommé en anglais honeybells, fragrant false garlic et onion weed.
Nothoscordum borbonicum a pour synonymes :
- Allium ×fragrans Bojer
- Milla ×borbonica (Kunth) Baker
- Nothoscordum ×nidulans Phil.

## Utilisation
Nothoscordum borbonicum est utilisée comme espèce ornementale, mais est naturalisée sur les bords des chemins, décombres, pelouses près du littoral.